# Bazylika św. Szczepana i Matki Bożej Boguckiej w Katowicach
Bazylika św. Szczepana i Matki Bożej Boguckiej w Katowicach – rzymskokatolicki kościół parafialny w Katowicach, należący do parafii św. Szczepana, wpisany do rejestru zabytków nieruchomych województwa śląskiego. Położony jest przy skrzyżowaniu ulic ks. L. Markiefki i Leopolda, na terenie dzielnicy Bogucice.
Neogotycka świątynia została wzniesiona jako trzeci z kolei kościół parafialny w latach 1892–1894 i przyjmuje się, że została ona zaprojektowana przez Paula Jackischa. 21 czerwca 2015 roku nadano jej tytuł bazyliki mniejszej. Bogucicka bazylika jest także sanktuarium maryjnym, w którym oddawany jest kult Matki Bożej Boguckiej, której obraz z okolic XV wieku umieszczony jest w ołtarzu głównym.

## Historia

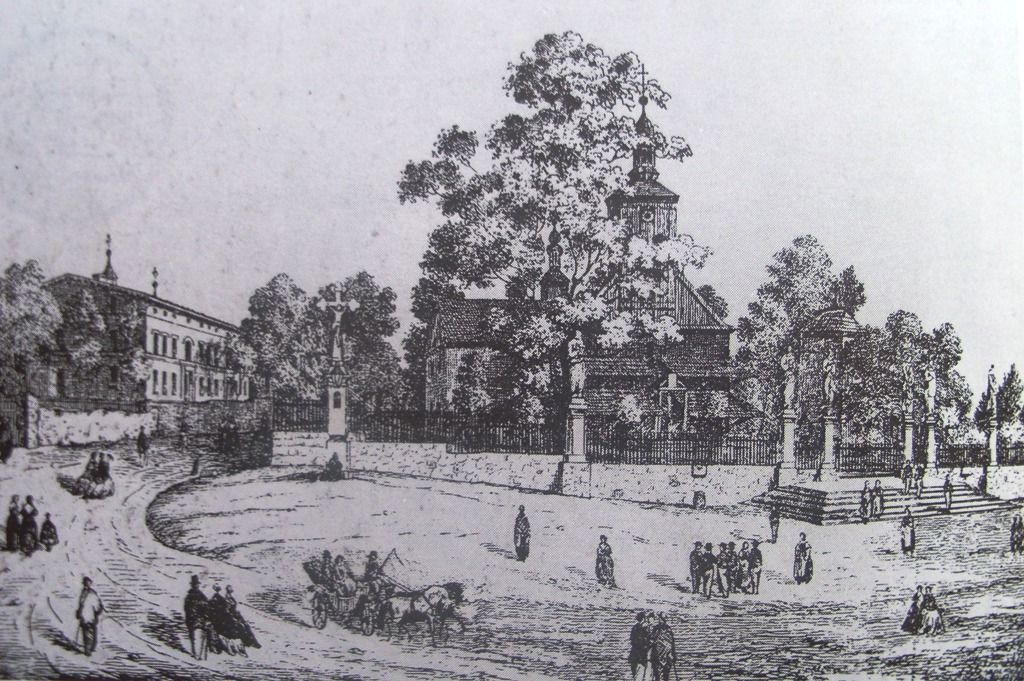
Litografia z połowy XIX wieku przedstawiająca istniejący wówczas drewniany kościół pw. św. Szczepana

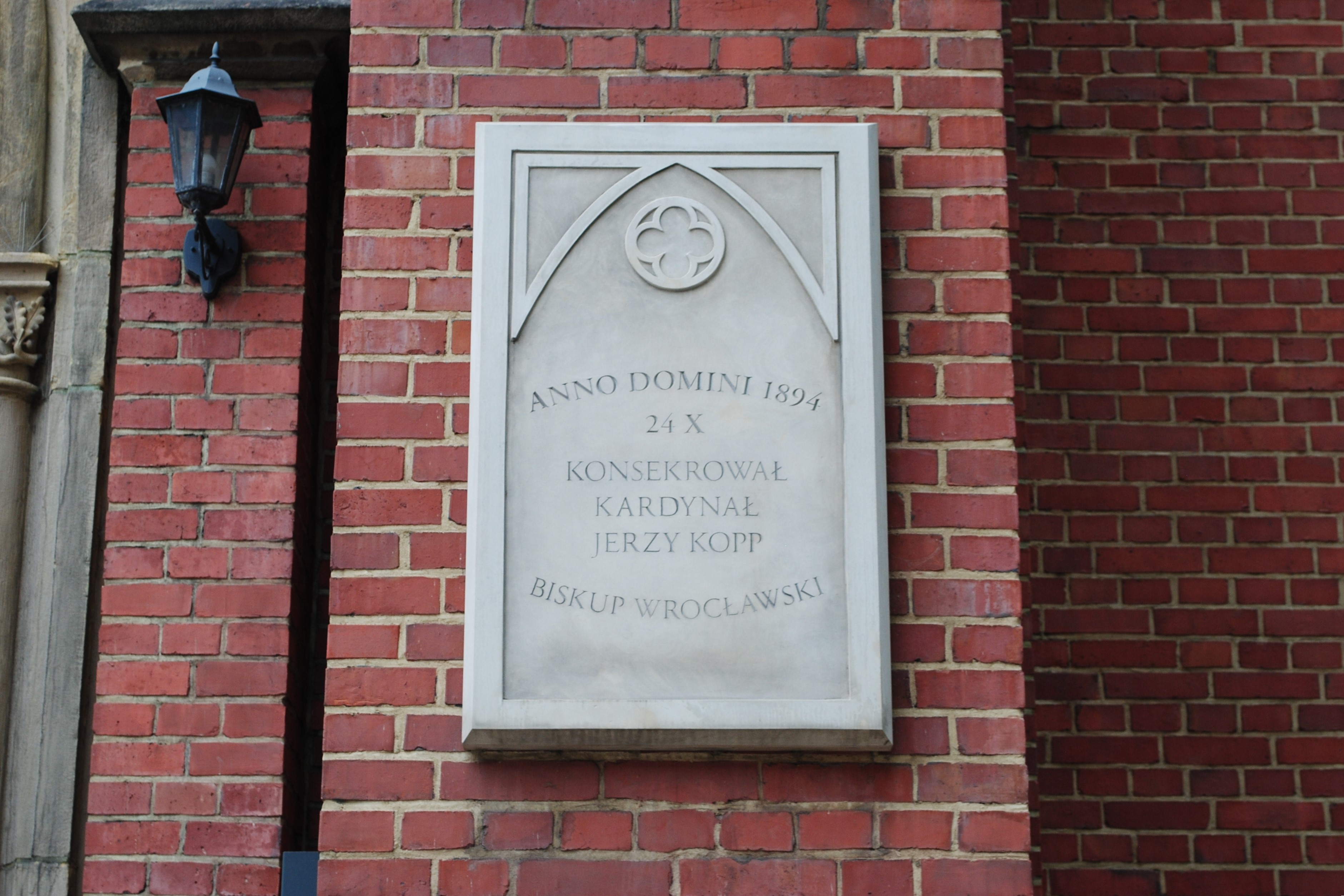
Tablica na fasadzie upamiętniająca konsekrację bazyliki w 1894 roku

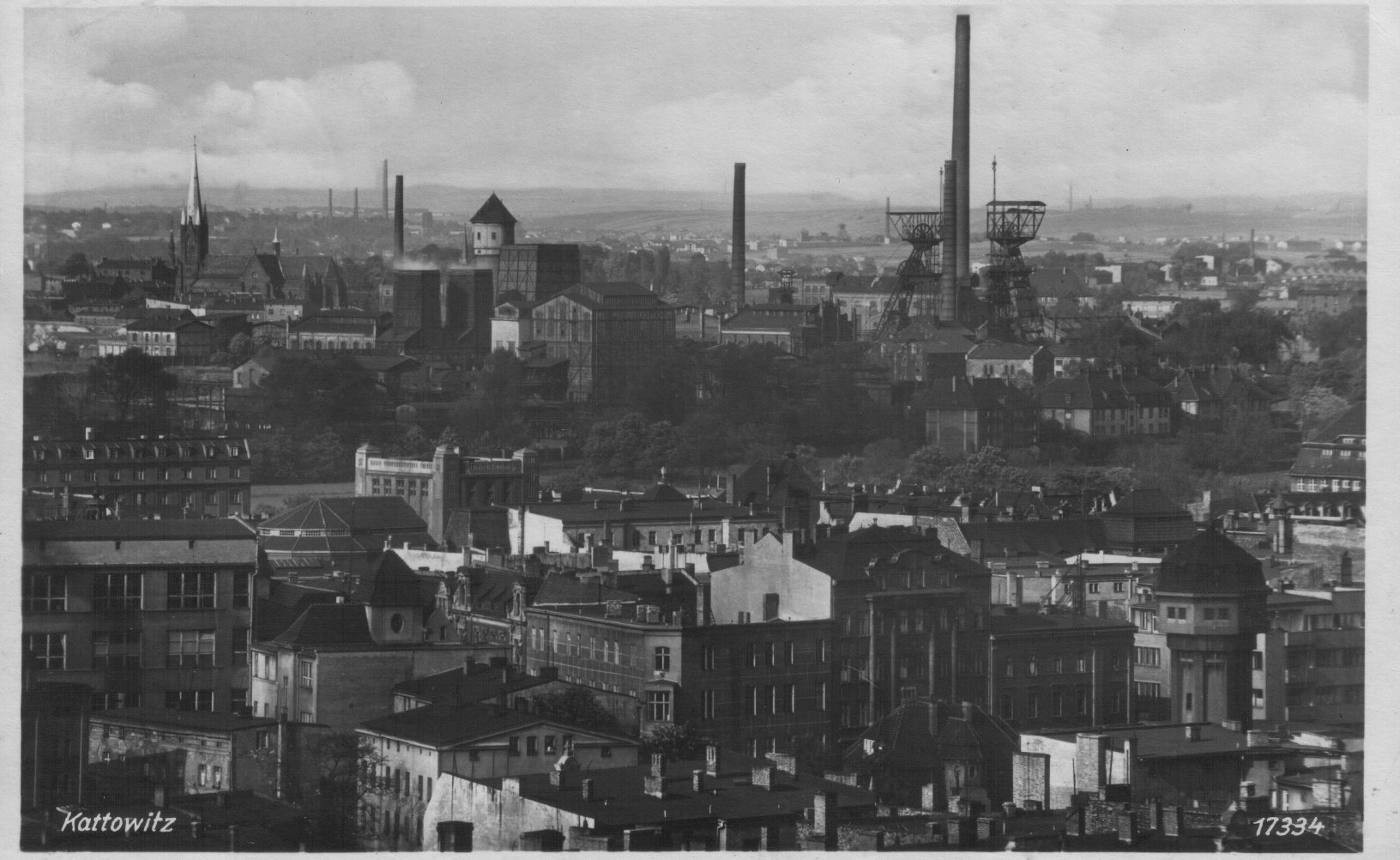
Katowice w okresie niemieckiej okupacji; bazylika pw. św. Szczepana znajduje się u góry po lewej stronie

Bazylika pw. św. Szczepana i Matki Bożej Boguckiej to trzeci z kolei bogucicki kościół parafialny. Do jego budowy przymierzał się już proboszcz ks. Leopold Markiefka, lecz nie zdążył rozpocząć jego budowy. Przepisał natomiast na ten cel 6 tys. marek. Budowę ostatecznie zainicjował ks. Ludwik Skowronek. 
W 1891 roku rozebrano stary kościół i rozpoczęto prace budowlane, a nabożeństwa w tym czasie odbywały się w kościele tymczasowym, powstałym z przebudowanej stodoły plebańskiej, którego adaptację ukończono jeszcze w tym samym roku.
Kamień węgielny pod budowę bogucickiego kościoła został poświęcony w odpust Matki Bożej Szkaplerznej 17 lipca 1892 roku przez dziekana ks. Józefa Michalskiego z Lipin. 25 października 1894 roku nowa świątynia została konsekrowana przez biskupa wrocławskiego ks. kard. Georga Koppa. Koszt budowy kościoła znacznie przekroczył zakładany budżet i wyniósł 346 tys. marek. Budowę prowadziła firma mistrza budowlanego Paula Müllera z Chełma Wielkiego. 
Przyjmuje się, że projekt opracował Paul Jackisch, lecz ustalenia Przemysława Piwowarczyka stawiają wykonanie przez niego projektu pod znakiem zapytania. Wśród odrzuconych propozycji projektu bogucickiego kościoła znalazła się koncepcja wiedeńskiego architekta Hugona Heera, który był zbyt monumentalny i zbyt drogi do realizacji. Jego projekt miał przenosić na Górny Śląsk eksperymenty w zakresie nowego kształtowania architektury świątyń, zainicjowane dyskusją nad wzorcowym modelem kościoła, prowadzoną w ramach Kościoła ewangelickiego. Projekt ten wykorzystano później przy wznoszeniu kościoła pw. śś. ap. Piotra i Pawła w Gliwicach.
W momencie konsekracji w kościele znajdował się już ołtarz główny i dwa ołtarze boczne – św. Floriana i św. Barbary. Ołtarz św. Barbary został ufundowany przez kopalnię „Ferdinand” (późn. „Katowice”), a fundator ołtarza św. Floriana pozostaje nieznany. W prawym skrzydle transeptu umieszczono dawny ołtarz główny z poprzedniego kościoła, a znajdujący się w lewym transepcie ołtarz kalwaryjski został poświęcony 17 lipca 1898 roku.
Dla świątyni zamówiono trzy dzwony. Dwa z nich – St. Michael i St. Raphael, zostały odlane w ludwisarni w Apoldzie w 1890 roku, a trzeci – St. Gabriel, powstał w 1892 roku w Pawłowiczkach. W 1898 roku pękł wielki dzwon, dlatego zainstalowano nowy, który został poświęcony 7 kwietnia 1900 roku. Dzwony zostały w 1917 roku zarekwirowane przez wojska niemieckie, a w 1919 roku zawisły trzy nowe, które pochodziły z firmy F. Otto z Hemelingen. 
W 1926 roku ks. Franciszek Ścigała umieścił w prezbiterium kościoła tablicę upamiętniającą poległych powstańców śląskich. Została ona prawdopodobnie zniszczona w czasie II wojny światowej. W latach 1929–1930 kościół został wyremontowany na koszt Katowickiej Spółki Akcyjnej dla Górnictwa i Hutnictwa.
W 1942 roku kościelne dzwony zostały ponownie zarekwirowane, a nowe, odlane w hucie „Małapanew” w Ozimku, zostały powieszone w 1958 roku.
W latach 50. XX wieku zaszły znaczące zmiany w wystroju kościoła, związane z uroczystymi obchodami setnej rocznicy dogmatu o Niepokalanym Poczęciu Najświętszej Maryi Panny. Z tej okazji przygotowano nowy projekt polichromii z dominującym motywem maryjnym, a jego autorami byli katowiccy artyści Edmund Czarnecki i Jan Stasiniewicz. W 1954 roku przebudowano ołtarz główny, a z bocznego do głównego przeniesiono obraz Matki Bożej Boguckiej, który osadzono w specjalnie zaprojektowanym tryptyku projektu Pawła Szneli.
Pod koniec lat 70. XX wieku przeprowadzono remont kościoła z uwagi na uszkodzenia powstałe w wyniku szkód górniczych. Wtedy także dostosowano go do zmian w liturgii wprowadzonych przez sobór watykański II. W 1982 roku przebudowano ponownie ołtarz główny, w którym obraz Matki Bożej Boguckiej zajął obecne miejsce, a poniżej znalazła się płaskorzeźba św. Szczepana.
26 maja 1988 roku kościół został wpisany do rejestru zabytków nieruchomych.

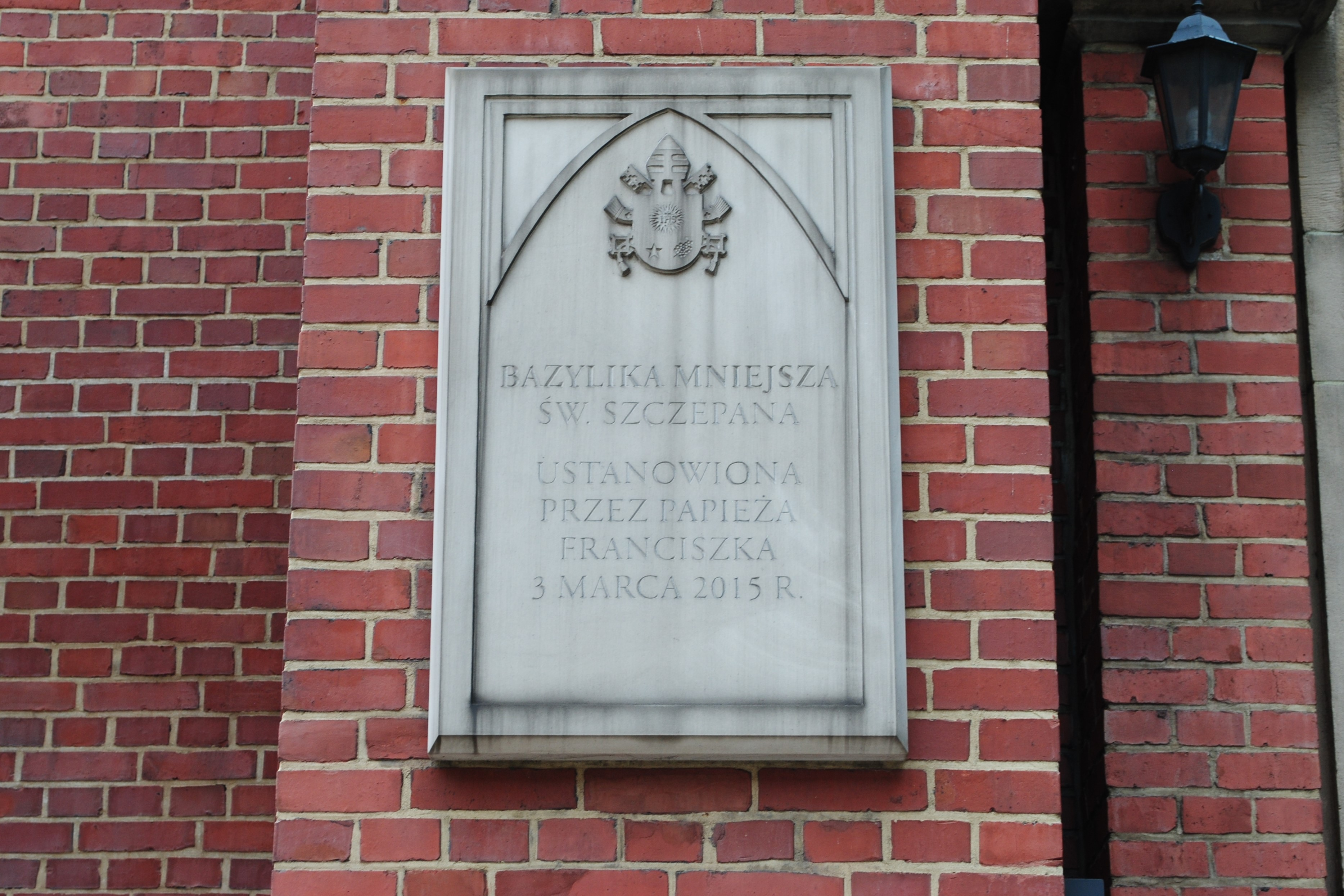
Tablica na fasadzie upamiętniająca nadanie świątyni tytułu bazyliki mniejszej w 2015 roku

Z okazji stulecia poświęcenia kościoła parafialnego w 1994 roku przeprowadzono w świątyni i jego otoczeniu szereg prac remontowo-porządkowych. Wyremontowano dach kryjąc go wraz z wieżą blachą miedzianą, wnętrza pomalowano, obejście wokół świątyni obłożono kostką, nasadzono kilkaset krzewów ozdobnych, założono bramę od strony ulicy Leopolda czy też założono oświetlenie wokół świątyni. Uroczystość stulecia poświęcenia kościoła parafialnego, na którą przybyli kapłani związani wcześniej z bogucicką parafią, odbyła się w październiku tego samego roku.
W 2004 roku na wieży uruchomiono ponownie nieczynne od kilku lat zegary. W latach 2006–2007 przeprowadzono prace konserwatorskie prowadzone przez konserwatora Adriana Poloczka, w ramach których zrekonstruowano figury aniołów w ołtarzu kalwaryjskim, a wolno stojące tabernakulum osadzono w ołtarzu głównym. Po 2010 roku wykonano konserwację kamiennych i ceglanych detali architektonicznych, a w latach 2012–2013 wykonano malowanie wnętrz oraz prace restauracyjne przy polichromiach.
21 czerwca 2015 roku nuncjusz apostolski w Polsce abp Celestino Migliore nadał świątyni tytuł bazyliki mniejszej. Tym samym kościół pw. św. Szczepana w Katowicach został drugą w mieście i szóstą w archidiecezji katowickiej bazyliką.

## Architektura zewnętrzna

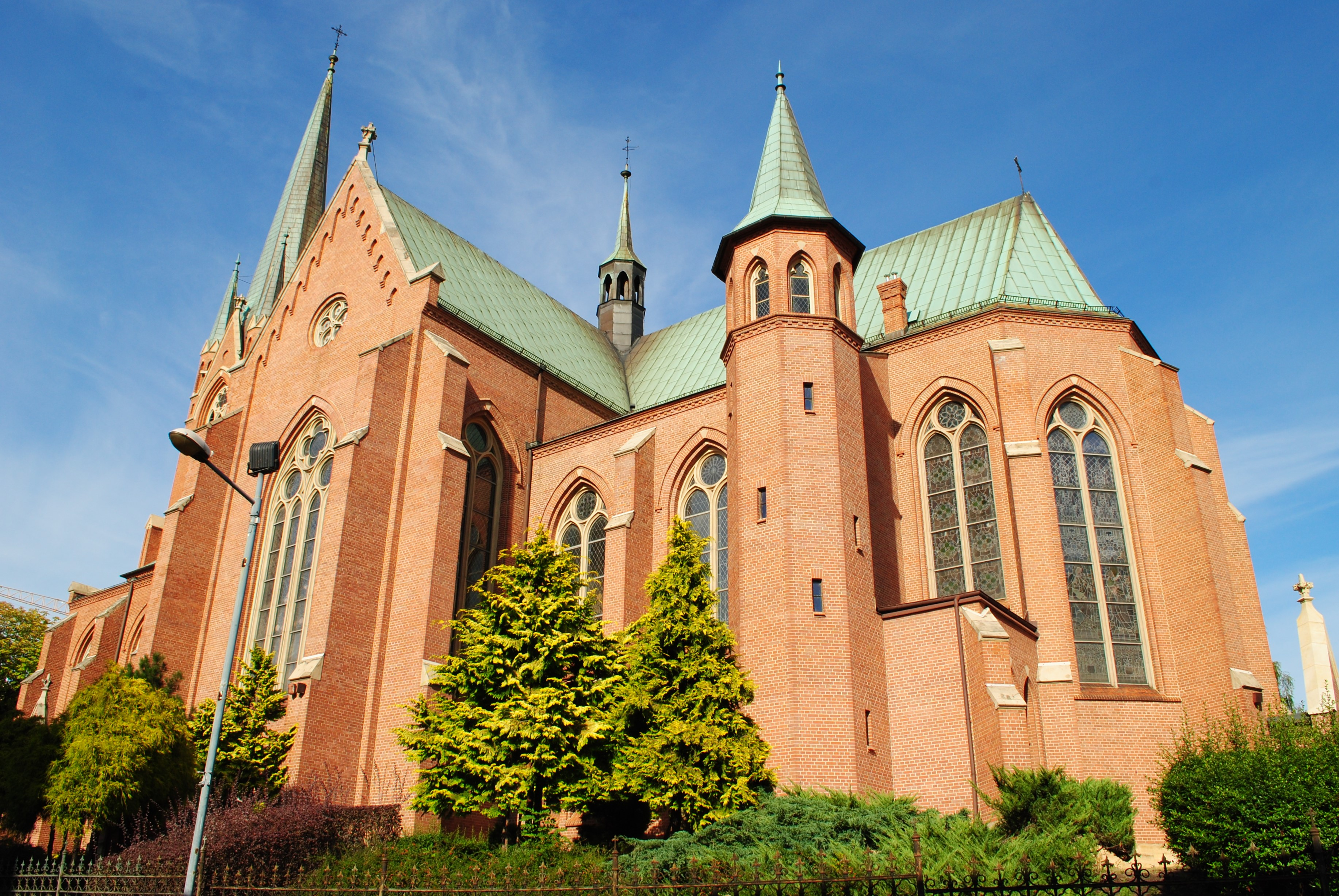
Bazylika od strony południowo-zachodniej (2020)

Neogotycka bazylika pw. św. Szczepana i Matki Bożej Boguckiej wzniesiona jest na planie krzyża łacińskiego i zwieńczona jest dachami dwuspadowymi z sygnaturką na przecięciu naw z transeptem.
Elewacje kościoła wykonano z czerwonej licowanej cegły, a przyziemie i dekoracje z kamienia.
Fasada bazyliki, znajdująca się po stronie północnej, jest jednowieżowa i oszkarpowana dwuskokowymi przyporami. Portal główny udekorowano tympanonem z witrażem i mozaiką przedstawiającą Jezusa Chrystusa. Powyżej tympanonu znajduje się wydłużone okno, a ponad nim na wysokości okapu ścian bocznych z trzech stron uskoki muru z płycinami, w której znajdują się zegary. Powyżej znajdują się okna zamknięte ostrym łukiem, po jednym na każdej ścianie czworobocznej wieży, która nakryta jest ostrosłupowym hełmem ze sterczynami u nasady.
W elewacji wschodniej i analogicznie w elewacji zachodniej znajdują się rozdzielone dwuskokowymi przyporami czteroprzęsłowe korpusy nawowe zwieńczone ścianami zamykającymi ramiona transeptu, dwuprzęsłowe przybudówki przy prezbiterium oraz profil trójbocznej absydy. Po obu stronach pomiędzy apsydą a ścianą prezbiterium umieszczone są wieżyczki wzniesione na rzucie wielokąta z ostrołukowymi oknami u góry, nakryte hełmami w kształcie ostrosłupa. W skrajnych, północnych przęsłach korpusu nawowego oraz w północnych ścianach transeptu znajdują się wejścia z nadświetlami zwieńczonymi wimpergami. Okna świątyni są wielokwaterowe, objęte w żelaznych ramiakach i zamknięte są ostrołukowo.

Zewnętrzne detale bogucickiej bazyliki
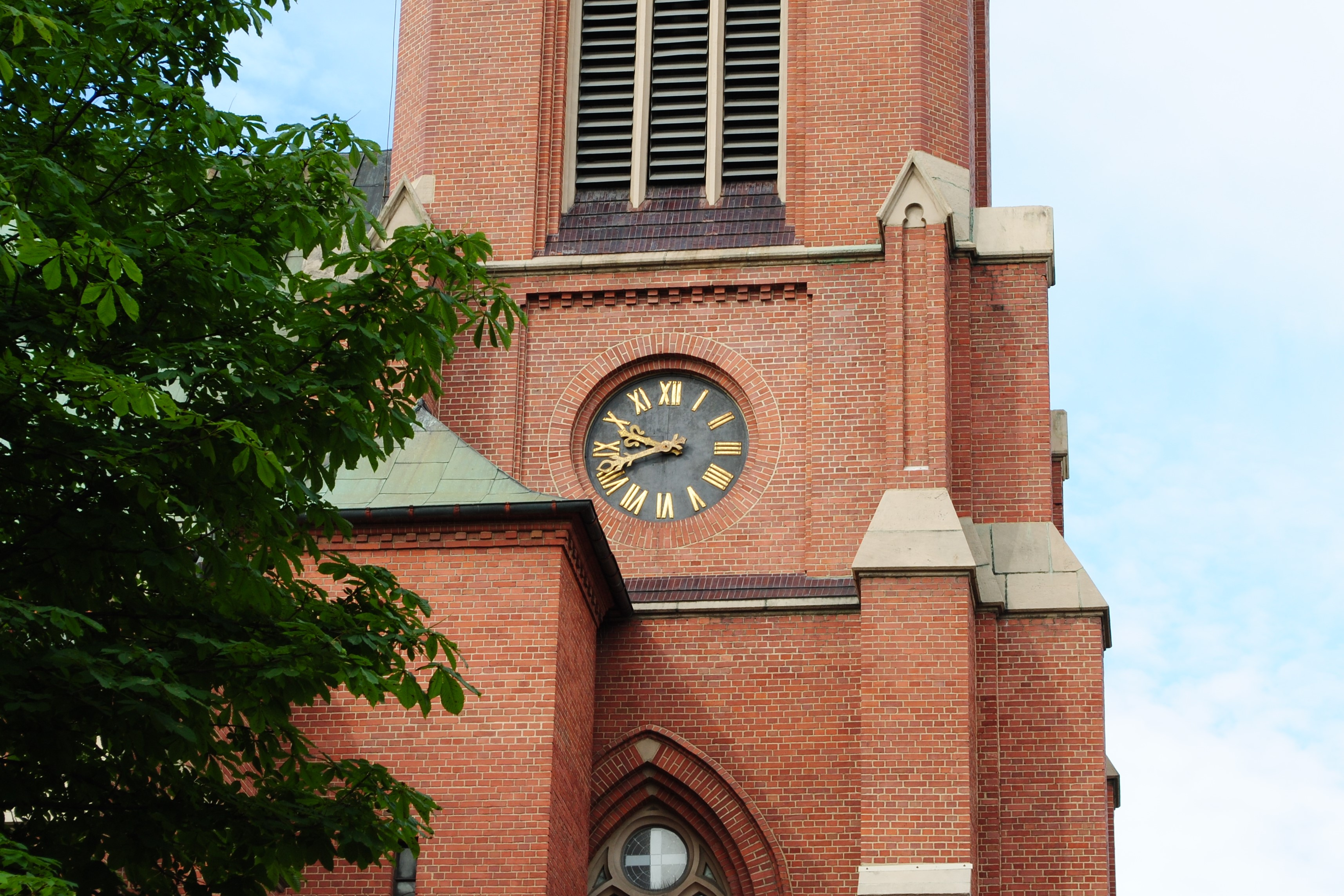
Zegar na wieży (2024)
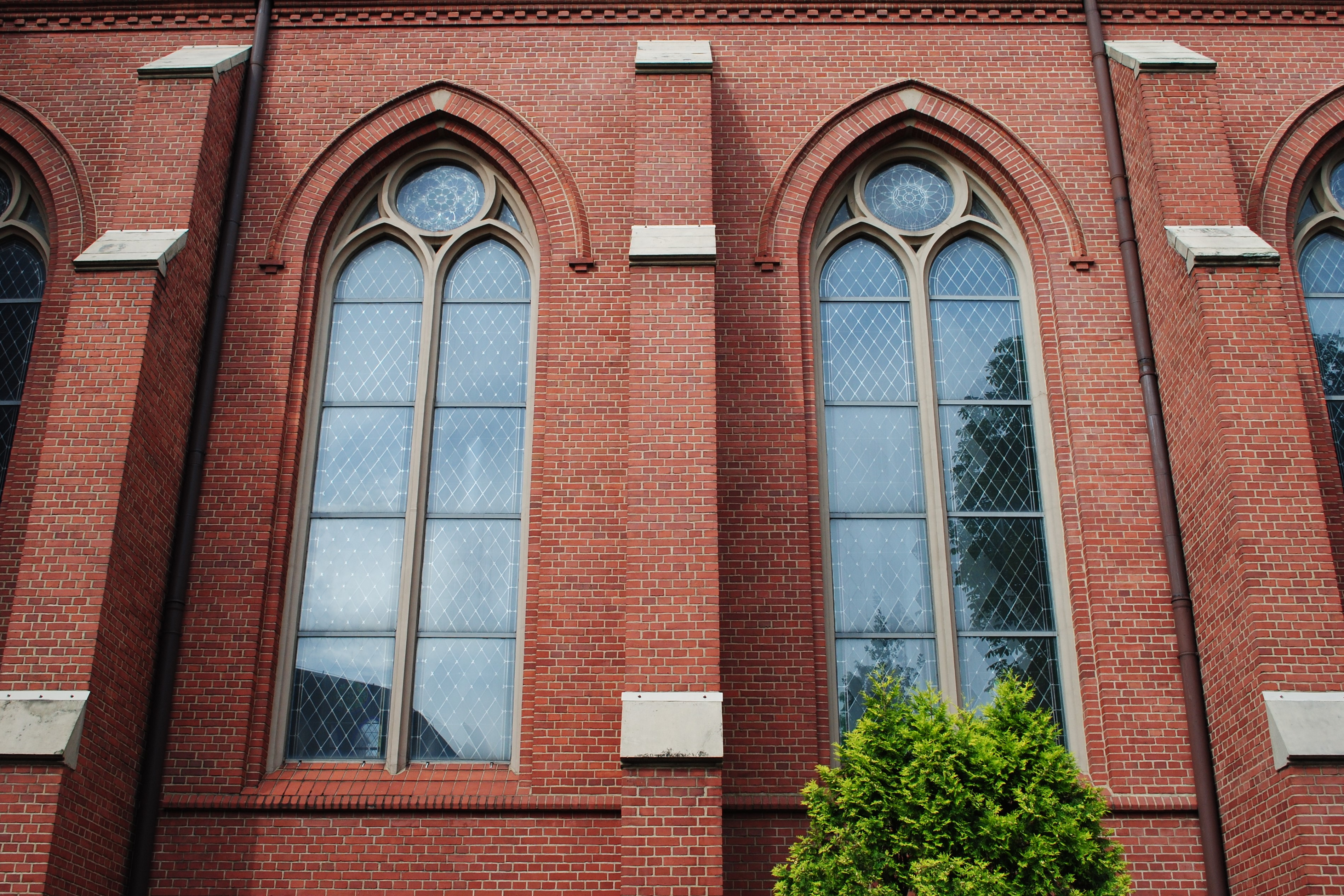
Okna nawy bocznej (2024)
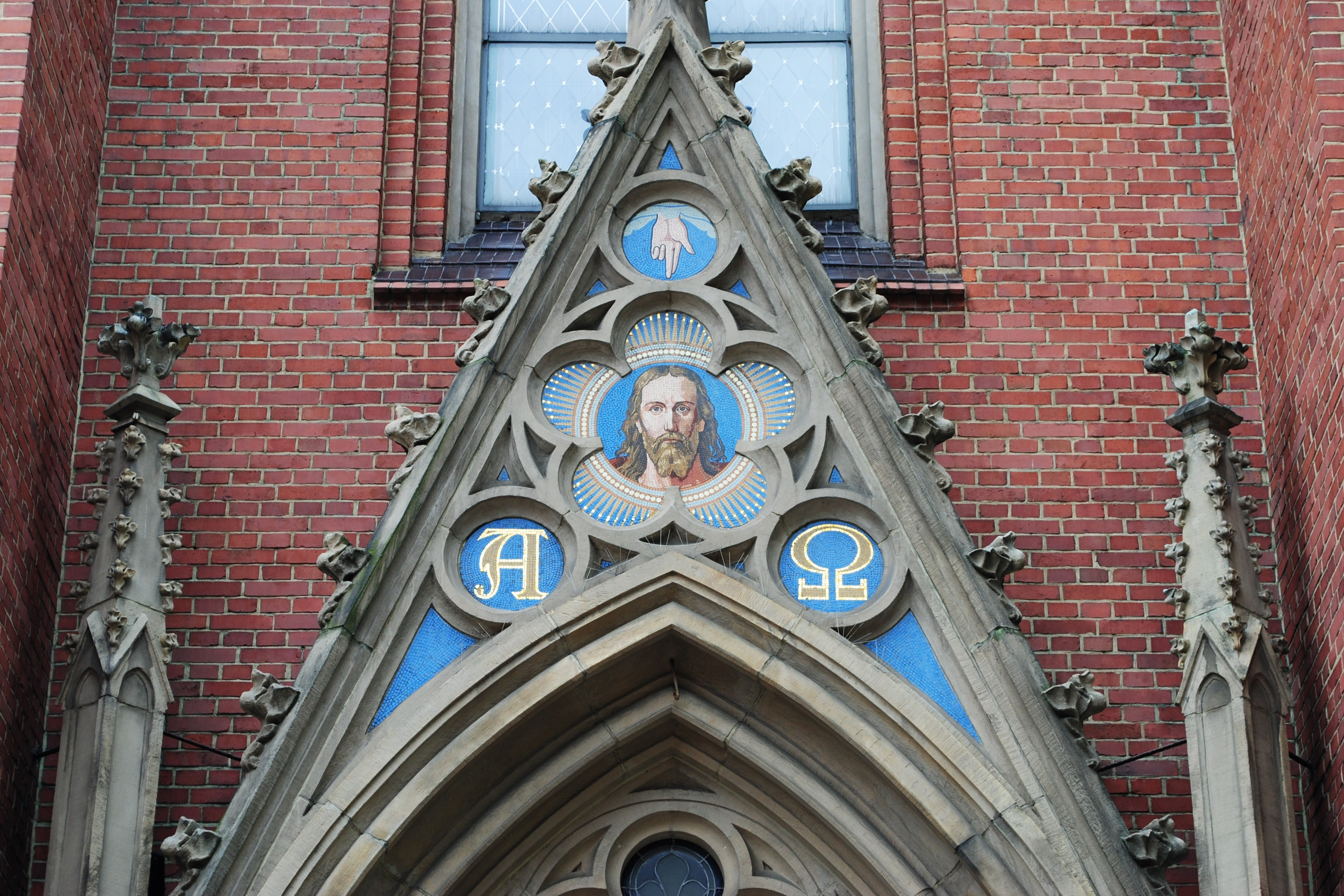
Tympanon nad wejściem głównym (2024)

## Architektura wnętrz i wyposażenie

### Ogólna charakterystyka

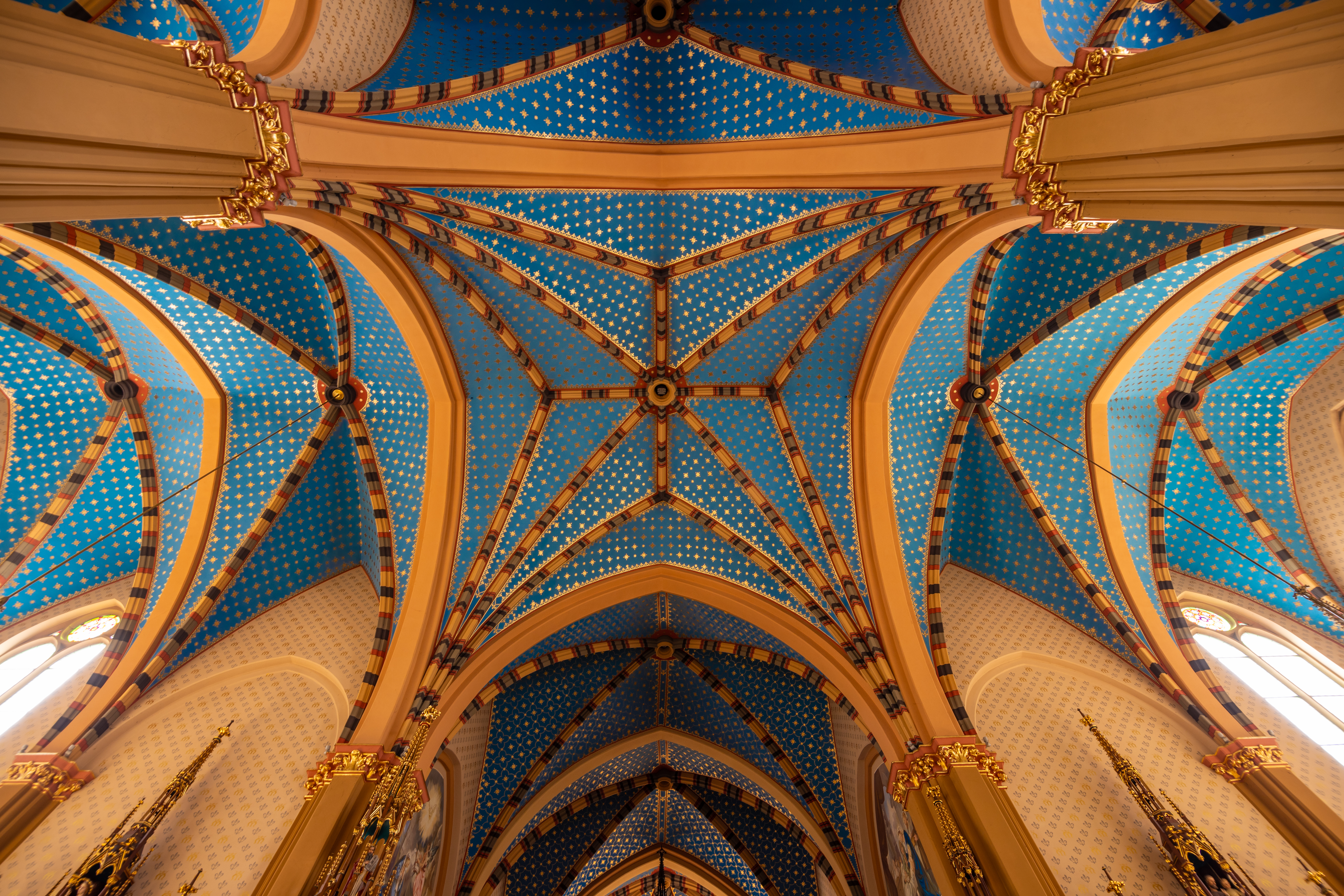
Sklepienie gwiaździste na skrzyżowaniu nawy i transeptu (2023)

Bazylika jest świątynią halową, trójnawową, z transeptem i trójbocznie zamkniętym prezbiterium zakończonym absydą. Nakryte są sklepieniami krzyżowo-żebrowymi, a na skrzyżowaniu nawy z transeptem sklepieniem gwiaździstym. Nawy są tej samej wysokości, a pomiędzy nimi występują zespoły wielobocznych filarów – po cztery z każdej strony. Nad zakrystią i kaplicą znajdują się przeszklone empory. Do kaplicy i zakrystii prowadzą wieżyczki z klatkami schodowymi. 
Posadzki we wnętrzu świątyni są kamienne, a wewnętrzne ściany boczne wyłożono niebieskimi i brązowymi płytkami ceramicznymi.

### Ołtarze

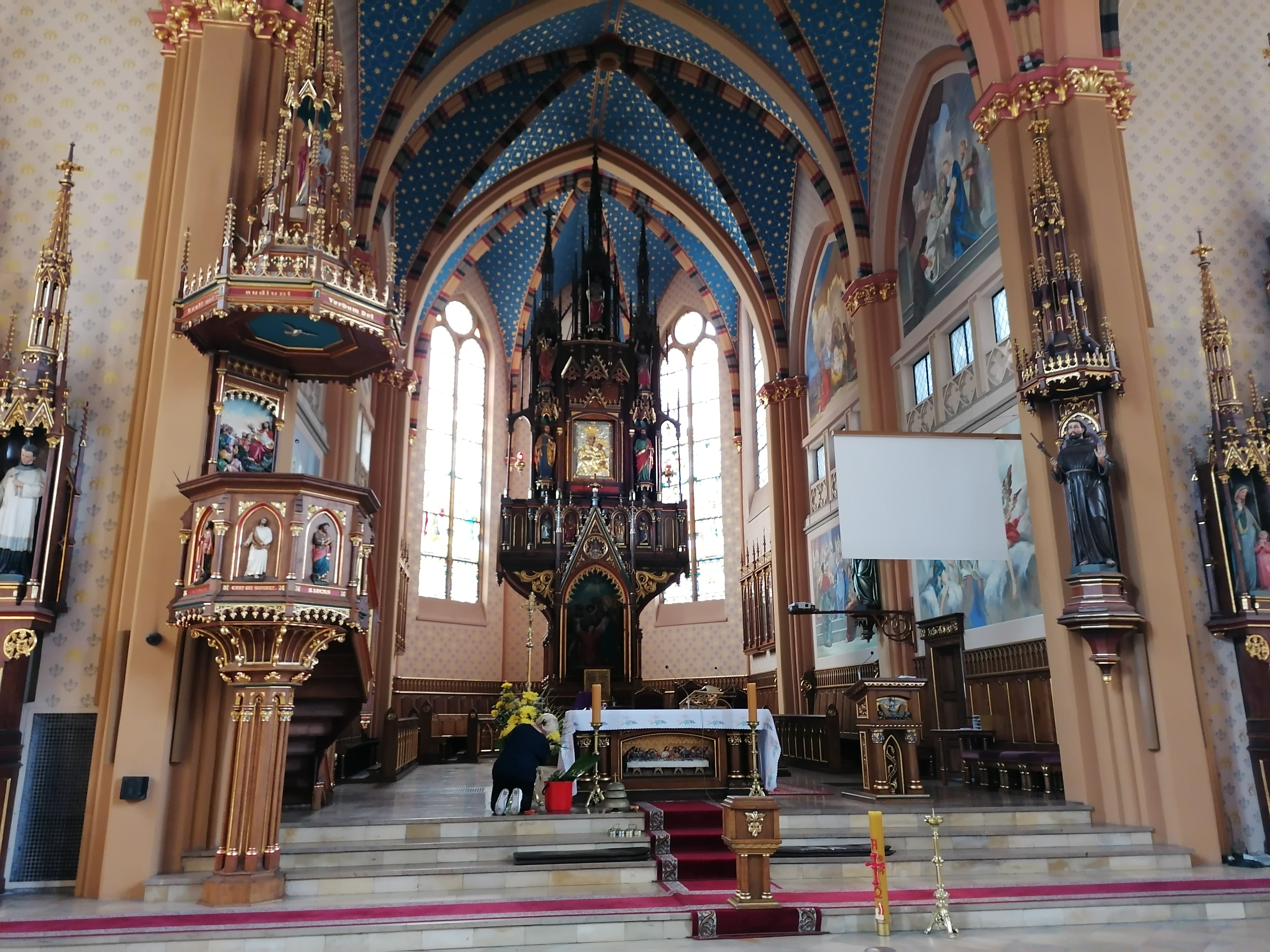
Ołtarz główny z obrazem Matki Bożej Boguckiej i płaskorzeźbą św. Szczepana (2022)

Ołtarz główny wyglądem upodobniony jest do gotyckiego relikwiarza bądź monstrancji. Jej centralnym elementem jest obraz Matki Bożej Boguckiej. Otaczają go figury Dobrego Pasterza, św. Michała, św. Jana Chrzciciela, śś. Piotra i Pawła oraz doktorów Kościoła: Ambrożego, Hieronima, Grzegorza i Augustyna. Pod obrazem Matki Bożej Boguckiej znajduje się płaskorzeźba ze sceną ukamieniowania św. Szczepana. Na ołtarzu posoborowym znajduje się płaskorzeźba przedstawiająca ostatnią wieczerzę.
Ołtarze boczne bazyliki są stylowo spójne z ołtarzem głównym. Lewy poświęcony jest św. Barbarze – patronce górników, a prawy św. Florianowi – patronowi hutników. Św. Barbara stoi na tle kopalni, a pod jej stopami przedstawiona jest praca górników w podziemiach, natomiast na dole tego ołtarza znajduje się płaskorzeźba przedstawiająca ofiarę Melchizedeka. Św. Florian przedstawiony jest na tle krajobrazu górnośląskiego, a po nim przedstawiono scenę wytopu stali. W zwieńczeniu ołtarza św. Floriana znajdują się figurki św. Anny, św. Wojciecha i św. Józefa, a u dołu umieszczono płaskorzeźbę ze sceną ofiary Abla.
Kolejne dwa ołtarze znajdują się w transepcie: po prawej stronie Matki Bożej Szkaplerznej z obrazami przedstawiającymi sceny Bożego Narodzenia i ukamieniowaniem św. Szczepana, a po lewej ołtarz kalwaryjski z płaskorzeźbami przedstawiającymi Jezusa Chrystusa na tle Jerozolimy, grupę Ukrzyżowania z Matką Bożą Bolesną i św. Janem, Ogrójec oraz wjazd Jezusa Chrystusa do Jerozolimy.

### Pozostałe elementy wyposażenia

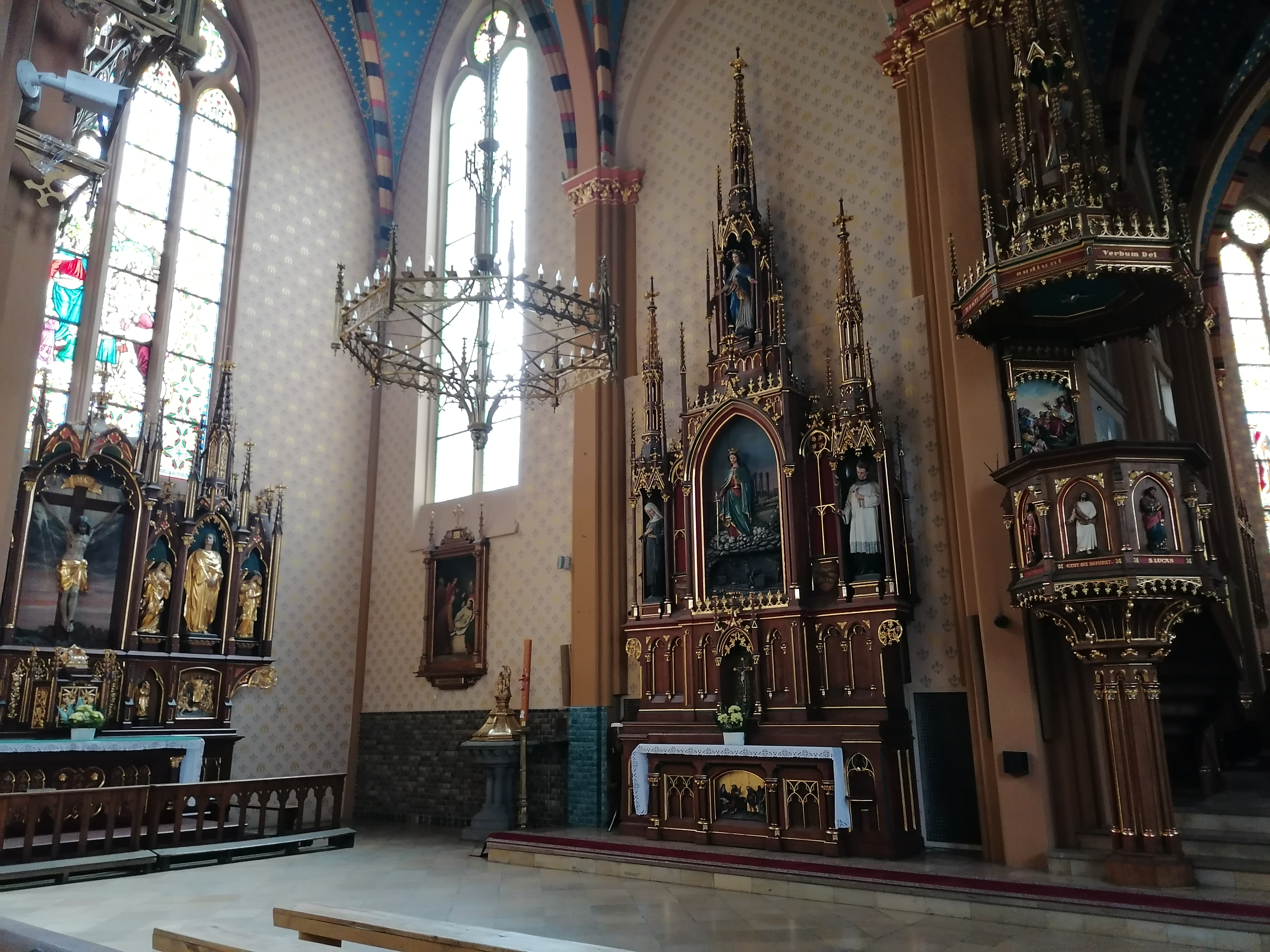
Widok na lewą stronę transeptu z ołtarzem kalwaryjskim, chrzcielnicą, ołtarzem św. Barbary i amboną (2023)

Na witrażach nad ołtarzem głównym widnieją wizerunki św. Elżbiety, św. Józefa, św. Jadwigi Śląskiej i św. Ludwika. W lewym transepcie znajduje się witraż pn. „Jezus przyjaciel dzieci”, który został ufundowany przez górników późniejszej kopalni „Jerzy”, a w prawym witraż przedstawiający Szymona Stocka otrzymującego szkaplerz od Matki Bożej na górze Karmel i św. Dominika otrzymującego różaniec.
Ambona w bazylice posiada sylwetki czterech ewangelistów oraz napisy po łacinie Exiit qui seminat… (pol. Siewca wyszedł i gdy stał…). Nad nią rozciągnięty jest baldachim, na którym widnieje napis Beati qui audiunt Verbum Dei et custodiunt, a w jego zwieńczeniu umieszczona jest figura Mojżesza wskazującego palcem na tablice Dekalogu. Pomiędzy amboną a baldachimem, w zaplecku znajduje się płaskorzeźba Chrystusa nauczającego.

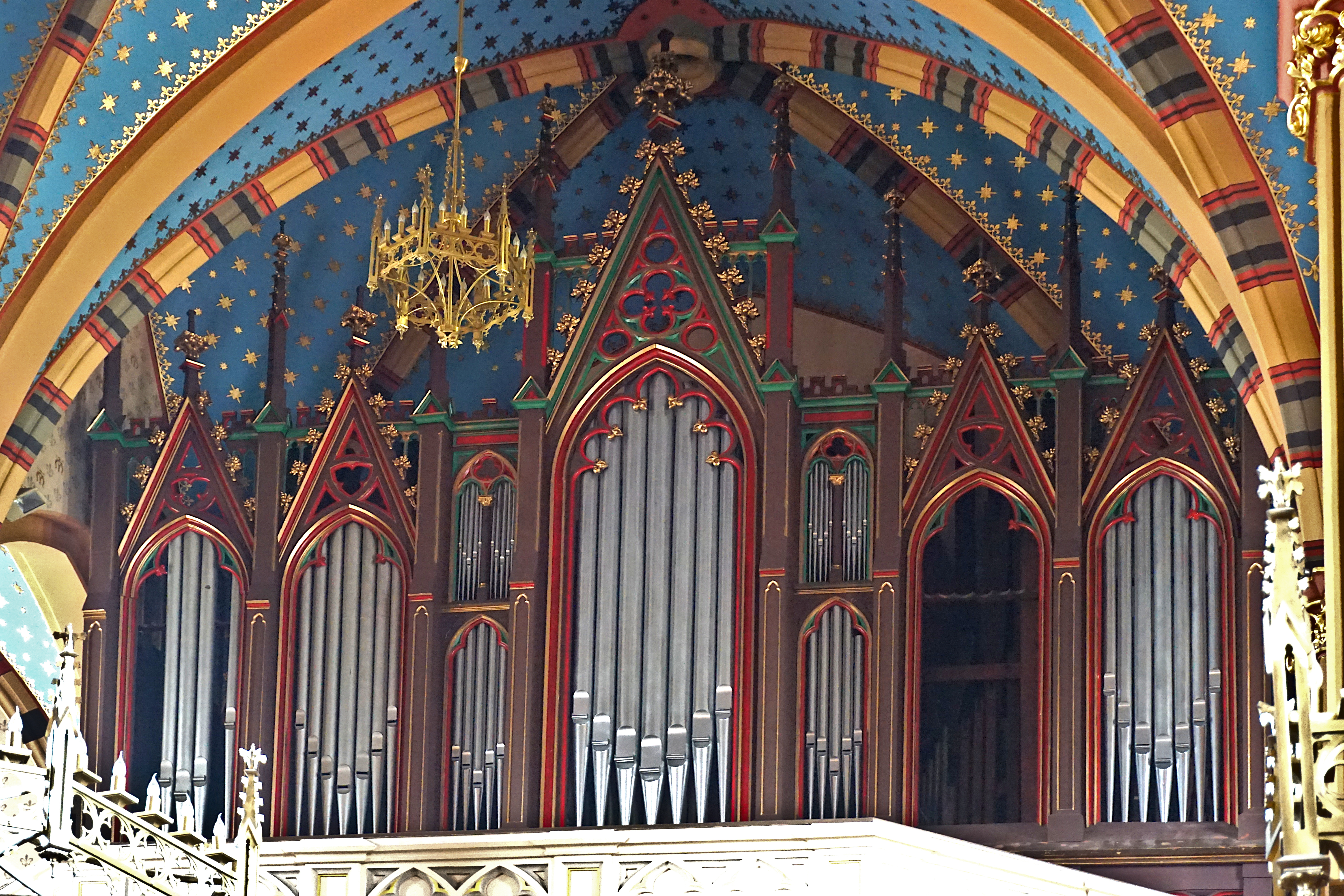
Prospekt organowy bazyliki (2023)

Oryginalne konfesjonały wewnątrz bazyliki posiadają symboliczną ornamentykę. Na pierwszym z nich są rzeźby syna marnotrawnego, Piotra żałującego, a na drzwiach rzeźba Matki Bożej Bolesnej. Na drugim konfesjonale wyryto postaci Marii Magdaleny i Dawida pokutującego, natomiast na drzwiczkach konfesjonału znajdującego się w pomieszczeniu naprzeciw zakrystii wykonano płaskorzeźbę przedstawiającą św. Jana Nepomucena.
Na chrzcielnicy umieszczono scenę chrztu Jezusa Chrystusa w Jordanie. Organy kościelne wykonała świdnicka firma Schlag & Söhne. Zostały one w 1915 roku rozbudowane do 45 głosów przez firmę Josepha Goebla z Królewca. W kościele znajdują się cztery dzwony: Św. Jan (pochodzi on z pierwszego bogucickiego kościoła, a jego pochodzenie datowane jest na XV/XVI wiek), St. Michael (z 1958 roku; waga 1278 kg; ton fis), St. Gabriel (z 1958 roku; waga 900 kg; ton a) i St. Stephanus (z 1958 roku; waga 608 kg; ton h).
W przedsionku kościoła wmurowano epitafia upamiętniające bogucickich proboszczów: ks. Ludwika Skowronka, ks. Franciszka Ścigały, ks. Alfonsa Tomaszewskiego i ks. Józefa Olesia.

## Obraz Matki Bożej Boguckiej

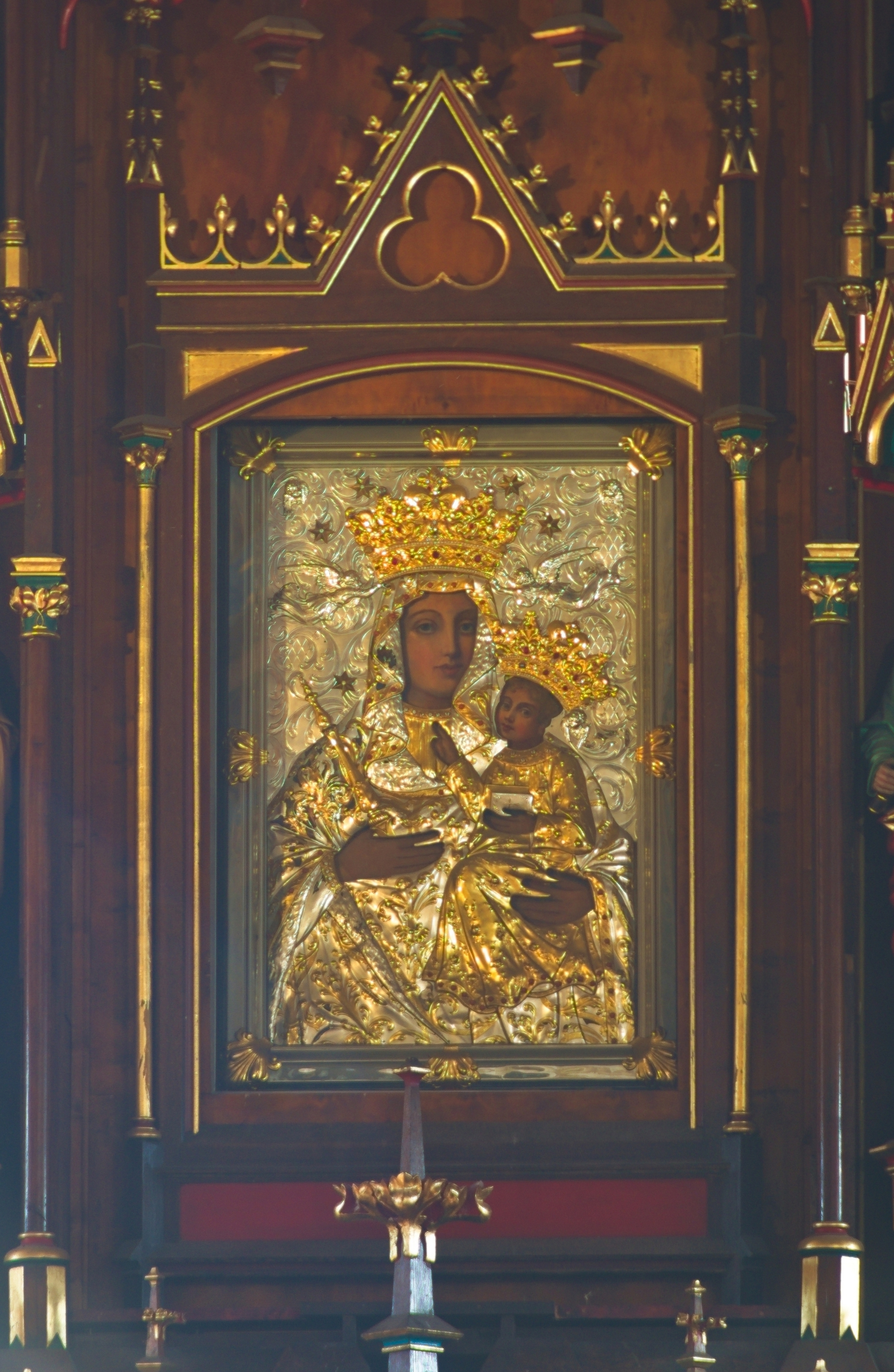
Obraz Matki Bożej Boguckiej w ołtarzu głównym (2021)

Obraz Matki Bożej Boguckiej to najcenniejszy zabytek w bogucickiej bazylice. Powstał około XV wieku i był on kilkukrotnie przemalowywany. Został namalowany na lipowej desce o wymiarach 101×79 cm i grubości 12 mm przez nieznanego autora. Przedstawia on Matkę Bożą z Dzieciątkiem Jezus w półpostaci. 
Główny akcent kultu maryjnego w Bogucicach odbywa się w pierwszą niedzielę czerwca i związany jest z uroczystością Nawiedzenia Najświętszej Maryi Panny, a w ciągu stuleci kult ten przejawiał się głównie w pielgrzymowaniu do niej rzesz pątników. Od 1954 roku obraz znajduje się on w ołtarzu głównym, a 4 czerwca 2000 roku odbyła się jego uroczysta koronacja koronami papieskimi, poświęconymi w 1999 roku w Gliwicach przez Jana Pawła II.

## Otoczenie
Bazylika św. Szczepana i Matki Bożej Boguckiej położona jest po południowo-wschodniej stronie skrzyżowania ulic ks. L. Markiefki i Leopolda w Katowicach, na obszarze dzielnicy Bogucice. Nie jest ona orientowana.
Przy bazylice znajduje się grupa sześciu figur wykonanych z piaskowca w połowie XIX wieku, które są pozostałością po poprzedniej bogucickiej świątyni. Przedstawiają one świętych: Piotra, Pawła, Szczepana, Barbarę, Józefa z Dzieciątkiem i Maryję. Zachował się także przykościelny krzyż będący stacją drogi krzyżowej.
Na północ od bazyliki, przy ulicy Leopolda 1-3 swoją siedzibę ma Zgromadzenie Sióstr św. Jadwigi, w którym jadwiżanki prowadzą ośrodek wychowawczy dla dzieci i młodzieży, a także przedszkole. Pojawiły się one w Bogucicach w grudniu 1866 roku. Na południe od kościoła znajduje się klasztor bonifratrów, którzy prowadzą Szpital Zakonu Bonifratrów pw. Aniołów Stróżów otwarty we wrześniu 1874 roku. Siedziba placówki mieści się przy ulicy ks. L. Markiefki 87. Na wschód od bazyliki, przy ulicy W. Wróblewskiego znajduje się cmentarz parafialny, który jest najstarszą nekropolą w Katowicach. Jej pierwsza wzmianka pochodzi z 1598 roku, a z biegiem lat był on wielokrotnie powiększany. Na głównej alejce stoi kaplica Najświętszego Serca Pana Jezusa, wzniesiona w miejscu kościoła „na górce” pw. Nawiedzenia Najświętszej Maryi Panny. Nieopodal znajduje się także kaplica Ogrójca.